# 黄腹树莺
黄腹树莺（学名：Horornis acanthizoides）又名深山莺，为樹鶯科树莺属的鸟类。该物种的模式产地在台湾。
此鳥類分布於中國大陸及台灣。休梅氏樹鶯曾被認為是與其同種的物種。

## 亚种
- 黄腹树莺长江亚种（学名：Horornis acanthizoides acanthizoides）。在中国大陆，分布于陕西、四川、云南、安徽、福建等地。该物种的模式产地在四川。[2]
- 黄腹树莺西藏亚种（学名：Horornis acanthizoides brunnescens）。在中国大陆，分布于西藏等地。该物种的模式产地在印度。[3]
- 黄腹树莺臺灣亚种（学名：Horornis acanthizoides robustipes）。臺灣特有亞種。[4]